# Sagittarius Dwarf Elliptical Galaxy

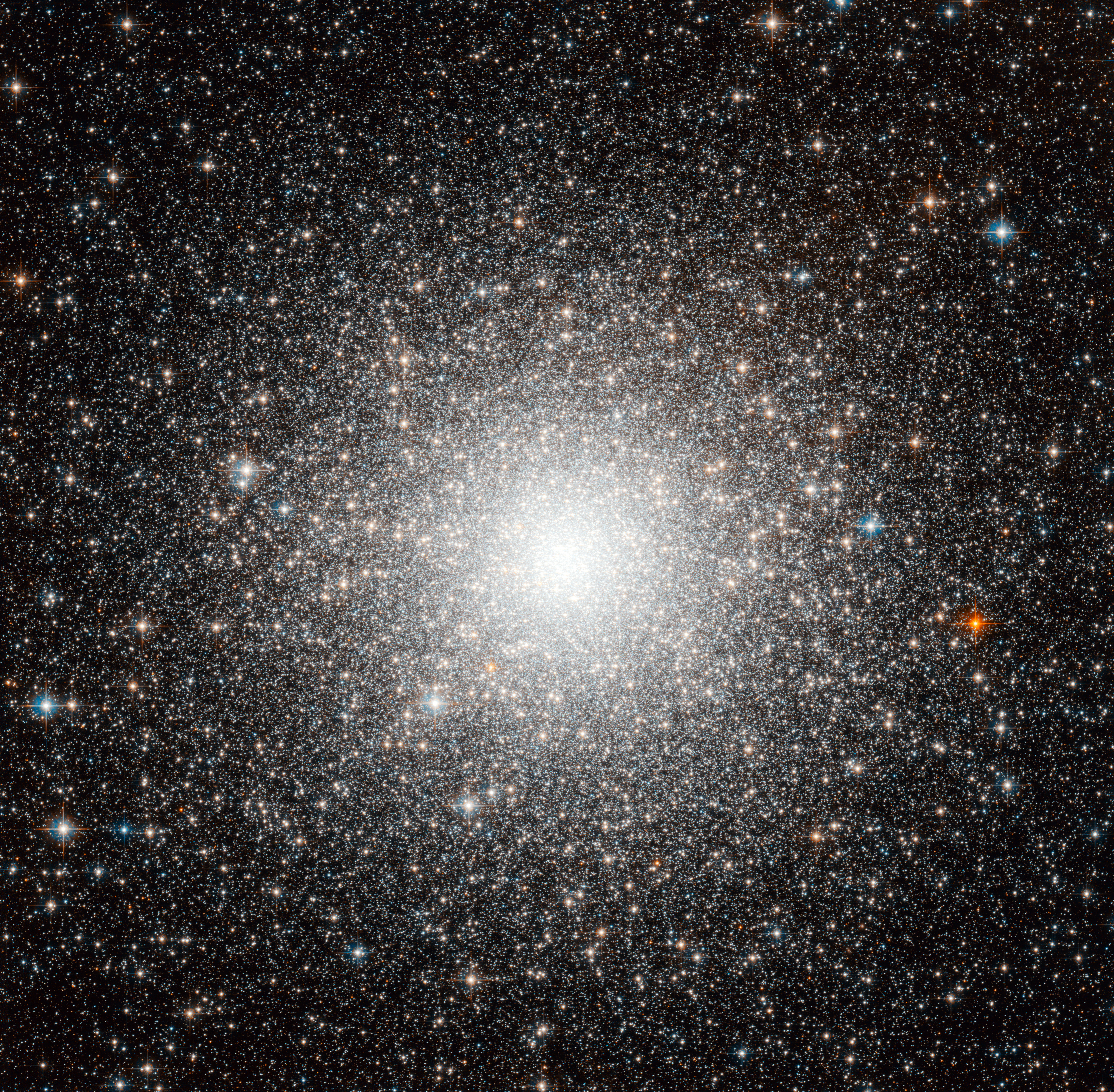
Messier 54

Sagittarius Dwarf Elliptical Galaxy (Sgr dE of Sag DEG), ook wel bekend als Sagittarius Dwarf Spheroidal Galaxy (Sgr dSph) is een satellietsterrenstelsel in de Melkweg. Het bevindt zich 65.000 lichtjaren van de Aarde. Het Sagittarius Elliptisch Dwergstelsel werd ontdekt in 1994 en is niet te verwarren met het Onregelmatig Dwergsterrenstelsel in de Boogschutter. De bolvormige sterrenhoop Messier 54 behoort er mogelijk toe.